# 自我提升
自我提升（英語：Self-enhancement）或称自我膨胀、自我拉抬是人的一种动机，有些人通过它使自己自我感觉良好和保持自尊，在受到威胁、遭遇失败和自尊心被打击时相对多见。自我提升时，人们倾向于接受正面的自我概念。自我提升使得人们改变控制自身行为的自律过程。它是四种自我评估动机之一，其他三种为自我评定（寻求准确自我概念的动机）、自我验证（寻求与自我感觉一致的自我概念的动机）和自我改善（改良自我概念的行为）。
人们可以使用很多策略提升自己的个人价值感知，比如忽视自己不擅长的方面、通过比较并批评他人让自己感觉更好。通过这些策略，人们趋向认为自己比别人优点更多，缺点更少。自我提升的人群中既有高自尊心者也有低自尊心者，但各自使用的策略不同。高自尊心者会通过偏差地处理信息，直接提升自我概念；低自尊者通过更间接的策略，如避免暴露缺点的情况出现。
自我提升是否对个体有利的问题是有争议的。

## 结果
自我提升策略的影响显示在人们将自己视为比别人的优点更多，前途更光明。

### 自我提升三元素
人们通常对自己有着不切实际的个人价值感知，这些自我满足的看法可以被归为三类，称之为正面错觉三元素，他们是：超过平均效应、控制错觉和不切实际的乐观。很多情境下，这三种错觉都会出现，而且很难校正。讽刺的是，当被告知这些错觉的存在时，人们普遍认为自己比别人出现得更少。

#### 超过平均效应
优于常人效应是超过平均效应的最常见证明。此效应十分顽固，即使条件与其他被评价个体完全相同时，人们仍然会对自己作出更高的评价。人们也会对与自己相关的事物给予更高的优越感，人们认为自己的亲密朋友和个人财产高于其他人。然而当成果被认为是需要精湛技巧的，人们通常会谨慎而表现出劣于常人效应。例如，多数人会把自己骑独轮车能力评为低于常人。
多数人超过平均在很多下是不可能的，比如在对称分布情况下，此时 平均数 = 中位数 = 众数 。或者非对称分布的情况下，此时平均数 < 中位数 < 众数 或 众数 < 中位数 < 平均数。然而在非对称分布的情况下，如果把平均数或者众数看作平均值，多数人超过平均则是可能的。
人们在很多方面上的自我提升的原因是超过平均效应。人们通常倾向于在有正面、合意的结果的事物中显示出高于平均，在负面、不合意的事物中低于平均。
超过平均效应现象包括：
- 多数大学生认为自己的礼仪、运动技能和领导力是前50%卓越的。[17][18][19]
- 语法和逻辑领域的12%优秀者也会认为自己的水平是前62%。[20]
- 94%的大学教授认为自己的教学能力高于平均水平。[21]
- 英国和美国的大学生认为自己的驾驶能力高于平均水平驾驶员。[22]即使是因造成车祸住院的驾驶员，也认为自己不比普通驾驶员差。[23]
- 即使在被告知优于常人效应后，人们也认为自己受此偏差之影响少于他人。[24]

#### 控制错觉
人们会高估自己控制结果和偶然的能力，实际无关时认为自己的行为是有影响的。人们也相信他们可以影响本身随机的系统，如彩票，尤其是对于与技巧相关的任务。尽管偶然性一定程度上存在于行为和结果中，但它被人们高估了。

#### 不切实际的乐观
人们通常相信自己将经历的好事比同类人多，坏事比同龄人少。人们对于像恋人、好朋友一样的同伴也会有不切实际的乐观，但是程度小些。
不切实际的乐观明显出现在人们多种情境下的行为和看法中。人们会高估自己预测未来的能力以及低估自己完成任务的所需时间。人们高估自己社会预测的准确度，并将个人正面结果解读为价值更高，负面结果解读为价值更低。令人担心的是，吸烟者会低估自己相对于不吸烟的癌症风险，甚至会与同类吸烟者比较。

### 对个体的利弊
自我提升是否有利于个体的适应度是存在争议的。多种动机可以影响自我提升的出现，因此既有好处，又有坏处。对自己表现评估出错的人（同时包括自我提升者和自我低估者）易于获得较低的学习成绩，其他表现也更差。各种文化中，似乎都会出现此种现象。
- 如果将“自我提升”理解为“对自己的评价比对别人的评价高”，那么结果经常是好的。[39][40]
- 如果将“自我提升”理解为“自己对自己 比别人对自己的评价高”，那么结果经常是不好的。[41][42]

两种定义中使用哪种是有争议的。有的研究者人为前一种不算自我提升。
一些研究显示，自我提升与心理水平良好有强烈关系，另一些研究恰恰相反，说与心理水平糟糕有关。 自我提升也有社会代价。对九一一恐怖袭击幸存者的治疗中发现，自我提升者的朋友和家人把他们的社会适应度和诚实评为降低。
反推之為何有倖存者與恐怖襲擊？人類，一種米養百種人，一頁一頁寫成歷史成了忠字。

## 延伸阅读
- Edward Chin-Ho Chang: Self-Criticism and Self-Enhancement. American Psychological Association, 2008 ISBN 978-1-4338-0115-0
- Hogg, Michael A.; Cooper, Joel, , Sage, 2003, ISBN 978-0-7619-6636-4
- Mark R Leary & June Price Tangney: Handbook of Self and Identity. Guilford Press, 2005 ISBN 978-1-59385-237-5